# Get Shorty
Get Shorty er en amerikansk gangsterkomediefilm fra 1995 instrueret af Barry Sonnenfeld og produceret af Danny DeVito. Filmen er baseret på Elmore Leonards roman af samme navn. Filmen har bl.a. John Travolta, Gene Hackman, Rene Russo, Danny DeVito, Dennis Farina og Delroy Lindo på rollelisten. Filmen blev efterfulgt af Be Cool.

## Medvirkende
- John Travolta
- Gene Hackman
- Rene Russo
- Danny DeVito
- Dennis Farina
- Delroy Lindo
- James Gandolfini
- Jon Gries
- Renee Props
- David Paymer
- Martin Ferrero
- Miguel Sandoval
- Jacob Vargas
- Bobby Slayton
- Linda Hart
- Bette Midler
- Harvey Keitel
- Penny Marshall
- Barry Sonnenfeld
- Alex Rocco